# Jan Mølby
Jan Mølby (* 4. Juli 1963 in Kolding) ist ein ehemaliger dänischer Fußballspieler und -trainer. Er ist ein Cousin von Johnny Mølby, der 1992 Europameister wurde.

## Spielerkarriere

### Vereinskarriere
Mølby begann seine Profikarriere in seiner Heimatstadt bei Kolding IF. Dort wurde er bereits im Alter von 19 Jahren zum Mannschaftskapitän ernannt. Schnell empfahl er sich außerhalb Dänemarks und wechselte 1982 zu Ajax Amsterdam, wo er zwei Jahre lang spielen sollte.
1984 wechselte er in die Premier League zu FC Liverpool. Dort war er ein gefürchteter Elfmeterschütze. Von 62 Toren, die er insgesamt für den Verein schoss, waren 42 Tore durch Strafstöße erzielt worden. Dabei gelang ihm in einem Pokalspiel gegen Coventry City sogar ein Elfmeter-Hattrick. 
1995 wurde er dann mehrmals verliehen. Zunächst lief er für den FC Barnsley auf, anschließend für Norwich City. Danach ging er zu Swansea City, wo er bis 1998 spielte.

### Internationale Karriere
Mølby bestritt zwischen 1982 und 1990 insgesamt 33 Länderspiele für Dänemark, in denen ihm zwei Tore gelangen. Er nahm mit der Landesauswahl an der Europameisterschaft 1984 und der Weltmeisterschaft 1986 teil.

## Nach der aktiven Zeit
Nach Beendigung seiner aktiven Karriere war Mølby zunächst als Sportkommentator tätig. 1999 wurde er von den Kidderminster Harriers, die in der Nationwide Conference spielten, als Trainer verpflichtet. Gleich im ersten Jahr gelang der Aufstieg in den Profifußball. Allerdings hatte der Klub wegen geringer Zuschauerresonanz und dem Zusammenbruch von ITV Digital massive Probleme. Mølby folgte daher einem Angebot von Hull City, deren Trainer zu werden. Dort blieb er wegen diverser Querelen nur kurz und kehrte nach Kidderminster zurück. Allerdings blieb der Erfolg aus und Ende 2004 beendete er sein Engagement bei dem Verein.
Seither ist Mølby wieder als Fernsehkommentator für den dänischen Sender TV 2 tätig. Dabei wird er vor allem bei Länderspielen eingesetzt.

## Sonstiges
Jan Mølby ist mit einer Engländerin verheiratet; das Paar hat eine Tochter und einen Sohn.

## Titel
- Niederländischer Fußball-Meister: 1983
- Niederländischer Pokal: 1983
- Englischer Fußball-Meister: 1986, 1988, 1990
- FA Cup: 1986, 1992
- Charity Shield: 1987, 1989, 1990